# Daniel Cifuentes
Daniel Cifuentes Alfaro (* 13. Juli 1980 in Madrid) ist ein spanischer Fußballspieler, der bei Recreativo Huelva in der spanischen Segunda División spielt.

## Spielerkarriere

### Die Anfänge
Daniel Cifuentes startete seine Karriere als Fußballer in der Segunda División B bei Zamora. Dort spielte er zwei Jahre regelmäßig in der Abwehr. Um mehr Spielpraxis zu sammeln, ging er für die Saison 2003/04 zum ebenfalls drittklassigen UD Lanzarote. Dort konnte er sich als Stammspieler für ein Engagement beim baskischen Zweitligisten SD Eibar empfehlen. Mit Eibar stand er am Saisonende auf Platz 4 und verpasste damit knapp den Aufstieg. Auf die drei Aufsteiger fehlten am Ende drei Punkte.

### Die letzten Jahre
Im Jahr 2005 entschloss sich der Erstligist Real Sociedad ihn zu verpflichten. In seiner ersten Spielzeit kam er immerhin noch auf 13 Einsätze, in der Saison 2006/07 spielte er jedoch nur noch ein einziges Mal. Aus diesem Grunde wurde er für die Rückrunde an den Zweitligisten SD Ponferradina ausgeliehen. Dieses Jahr verlief doppelt bitter für Cifuentes, da sowohl Real Sociedad, als auch Ponferradina in ihren Ligen abstiegen. Im Sommer 2007 wechselte er deshalb zum Erstligaaufsteiger Real Valladolid. Seit 2009 spielt er wieder in der Segunda División B beim FC Cádiz.